# Charkhari
Charkhârî est une ville de l'État de l'Uttar Pradesh en Inde.

## Histoire
Charkhari était la capitale d'un État princier jusqu'en 1950. Le maharaja Ratan Singh avait reçu en 1857 le privilège des 11 coups de canon en reconnaissance des services rendus durant la révolte des Cipayes.

### Liste des rajas puis maharajas

#### Rajas
- 1765-1782 : Khuman Singh
- 1782-1829 : Bikramajit Singh (†1829)
- 1829-1860 : Ratan Singh (1815-1860)
- 1860-1880 : Jai Singh Deo (1850-1880)

#### Maharajas
- 1880-1908 : Malkhan Singh (1872-1908)
- 1908-1914 : Jujhar Singh
- 1914-1920 : Ganga Singh
- 1920-1941 : Arimardan Singh (1903-1941)
- 1941-1950 : Jagendra Singh (1929-1977)